# Composició visual

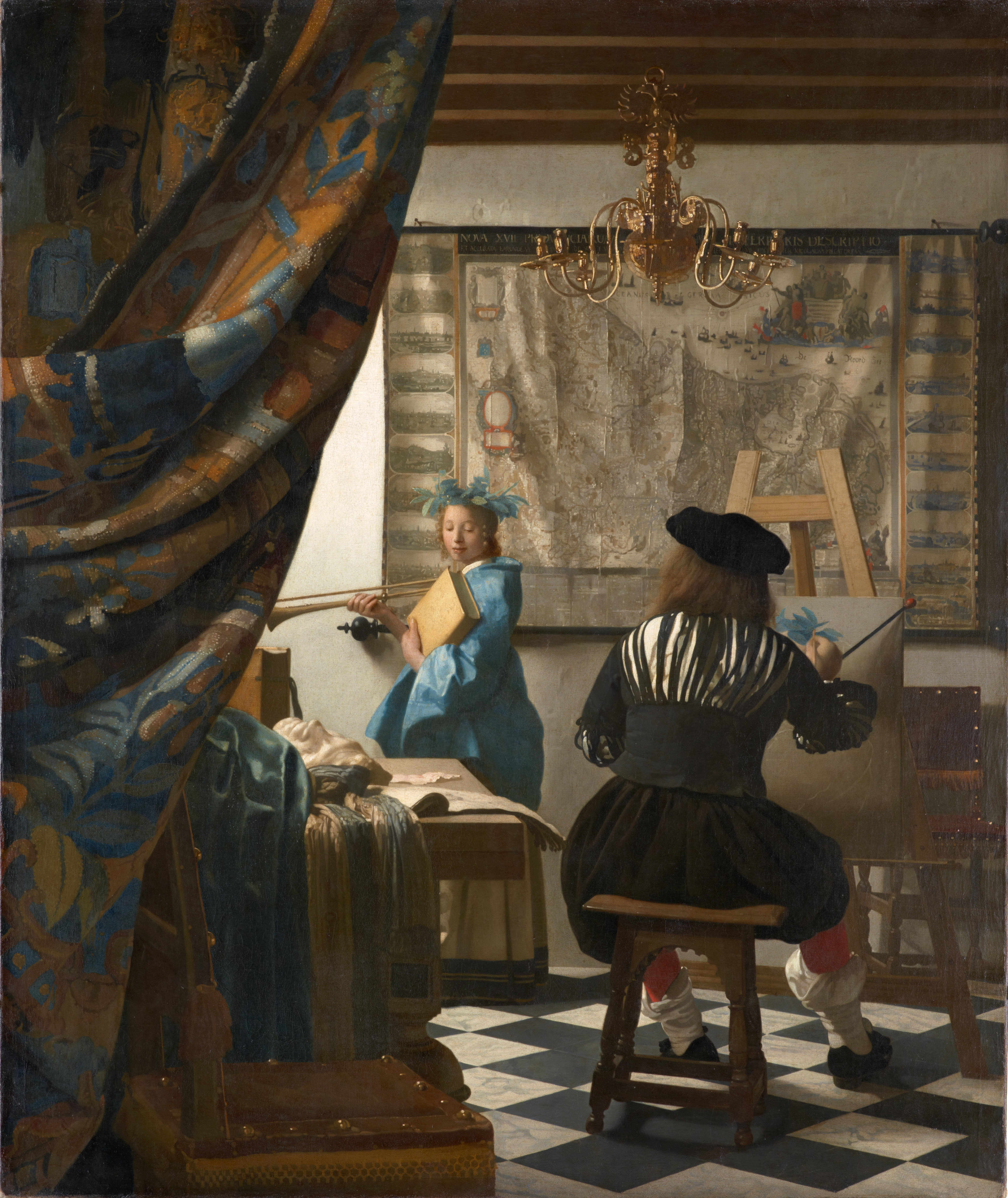
Al·legoria de la pintura de Jan Vermeer

Una composició visual és, en arts visuals, el resultat d'ordenar els elements visuals bàsics de l'obra d'art per a expressar idees i sentiments. La selecció i la col·locació dels elements en un treball visual contribueix a una resposta de l'espectador, l'obra d'art pot ésser un plaer per a la vista si els elements que la configuren estan disposats de manera equilibrada.
S'ha perseguit l'harmonia en la composició des de l'antiguitat. La creença secular en l'existència d'unes normes objectives que regulen la bellesa, així com la necessitat d'un ordre que eviti la por envers el caos, es remunta als orígens de la cultura occidental.

## Ordenar els elements: Composició

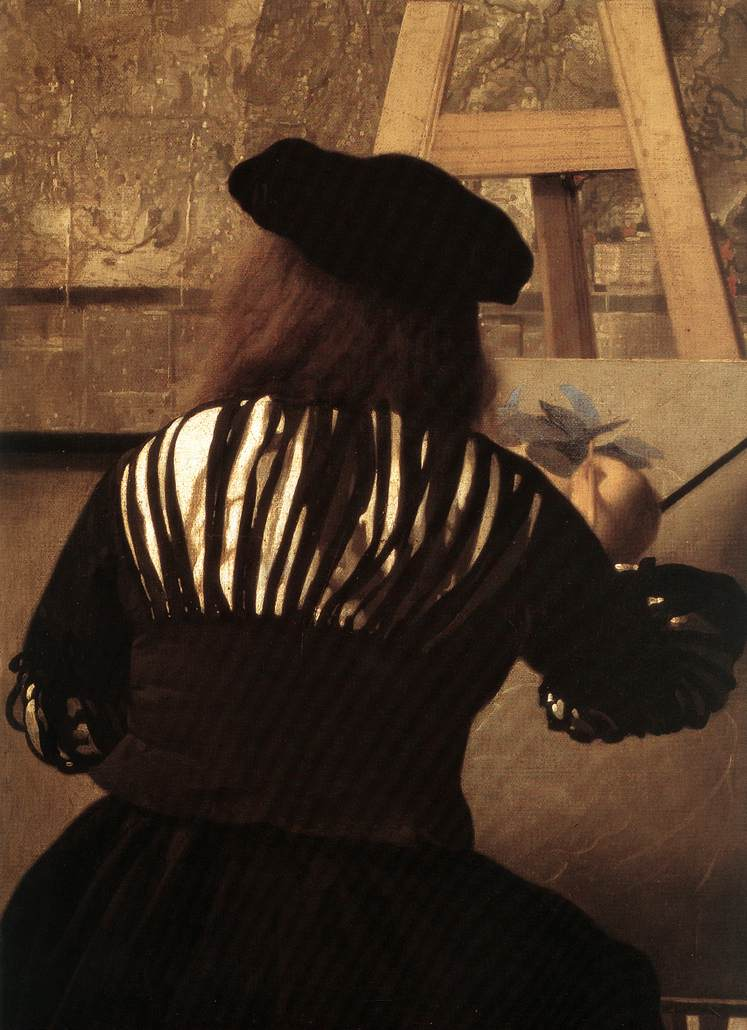
Detall de lArt de la pintura de Vermeer que mostra el pintor al seu cavallet fent servir un maulstick

La manera com s'ordenen els elements d'una representació gràfica s'anomena composició. Compondre és organitzar diferents elements plàstics dins d'un rectangle (fotografia, dibuix, pintura…)
El tipus d'ordre determinarà la percepció de l'espectador. Així, es pot percebre sensació de moviment, de tensió, de repòs, etc.

## Equilibri de la composició
Una de les necessitats més importants de l'ésser humà és tenir la sensació d'equilibri. És la necessitat de sentir els peus ben situats a terra. Això comporta una relació vertical (la persona) i horitzontal (el terra). Una de les primeres conquestes de qualsevol persona és passar de caminar a quatre grapes (horitzontal) a fer-ho dempeus (vertical).
La vertical es pot associar simbòlicament amb la connexió del cel amb el terra, del món diví amb l'humà. Per això s'associa amb valors d'espiritualitat, d'elevació i de superació. La vertical proporciona una sensació d'estabilitat, d'assentament.
L'horitzontal la relacionem amb l'horitzó, la línia que separa el cel de la terra, amb el paisatge obert, el camp, el mar, el desert, el repòs, el descans i, fins i tot, amb el mort.
La línia obliqua causa sensació de tensió, ja que trenca amb el repòs de l'esquema anterior. Pot ser una línia que s'alça o que cau. Les dues línies obliqües tornen a equilibrar-se d'una manera tensa, a diferència de l'equilibri horitzontal-vertical, harmònic i anivellat.
Una composició equilibrada, anivellada, és aquella en què els elements que la formen estan repartits de manera que les forces visuals que hi actuen es compensen entre si. Aquest tipus de composició pot ser estàtica o dinàmica.
L'equilibri estàtic està dominat per les horitzontals i les verticals.
Tradicionalment, s'ha considerat que els elements plàstics de qualsevol obra d'art havien d'estar equilibrats i en harmonia però una composició desequilibrada també pot ser interessant, ja que crea neguit, tendeix al dramatisme i l'exageració, i pot ser utilitzada per transmetre sensacions de màxima tensió i moviment.

## Les relacions amb el rectangle

### A dalt i a baix
Segons els estudiosos de la percepció, els objectes situats a la part superior tenen més pes visual, és a dir, més força d'atracció visual que els situats a la part inferior.
D'altra banda, l'experiència diu que les coses cauen a conseqüència de la força de la gravetat. Per això el fet d'estar per sobre s'associa al fet d'haver superat un esforç i haver guanyat. Qui guanya una prova olímpica ocupa la part més alta del podi. Els objectes situats a la part superior poden relacionar-se també amb la lleugeresa, l'elevació. Per contra, el fet d'estar per sota es pot associar a la derrota i al sotmetiment. Els objectes situats a la part inferior es relacionen amb la caiguda, l'atracció a la gravetat, el pes físic.
Aquests conceptes psicològics són també importants a l'hora de donar sentit a una composició.

### Dreta i Esquerra
Segons els estudis que s'han fet de la percepció, la part dreta del rectangle és la de més tensió, la de més pes visual. Els objectes situats a la dreta guanyen pes, guanyen atracció visual. En canvi, la part esquerra és més anivellada i menys tensa.
La predilecció visual per la part dreta del rectangle fa que els anuncis de les pàgines dretes de qualsevol diari o publicació siguin més cars que els de la part esquerra.
També cal recordar que l'ordre occidental de lectura fa que la part dreta sigui la part final de la lectura, la conclusió.

### La grandària
Normalment, les formes més grans tenen més pes visual.

### Davant i darrere
L'experiència visual també diu que el que és al davant (figura) tapa el que és al darrere (fons). Però encara que normalment la forma gran té més pes visual que la petita, els especialistes en la percepció parlen de l'atracció òptica per l'espai llunyà.

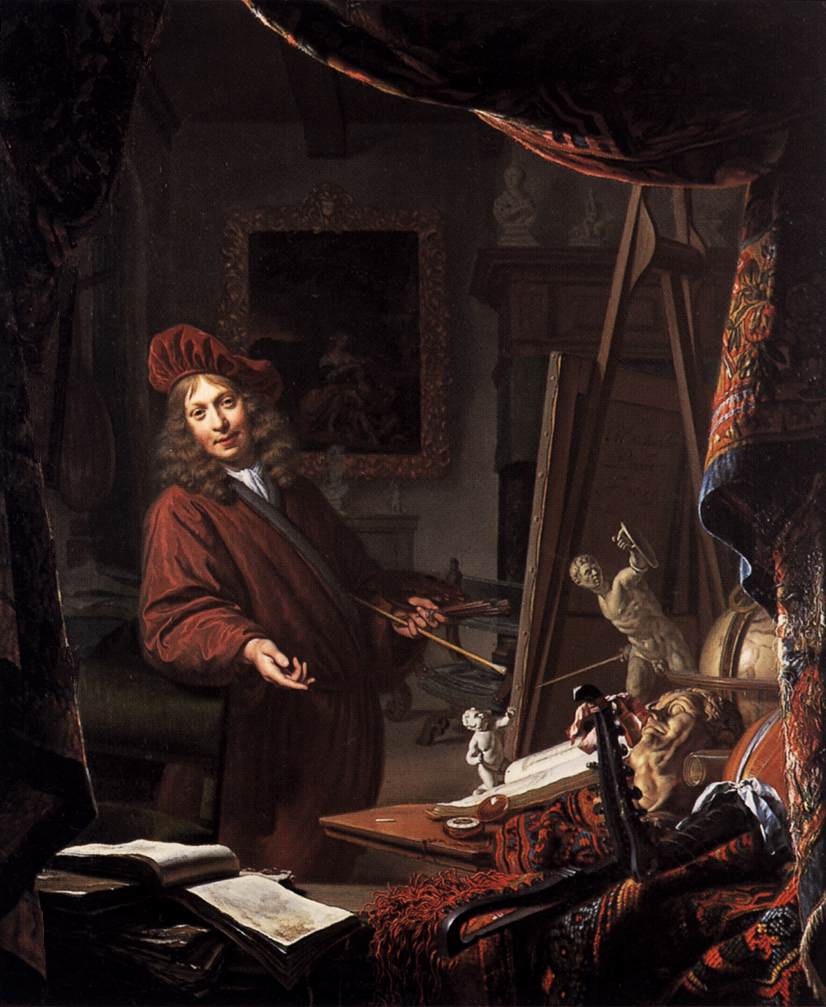
El taller del pintorde Michiel van Musscher, 1679
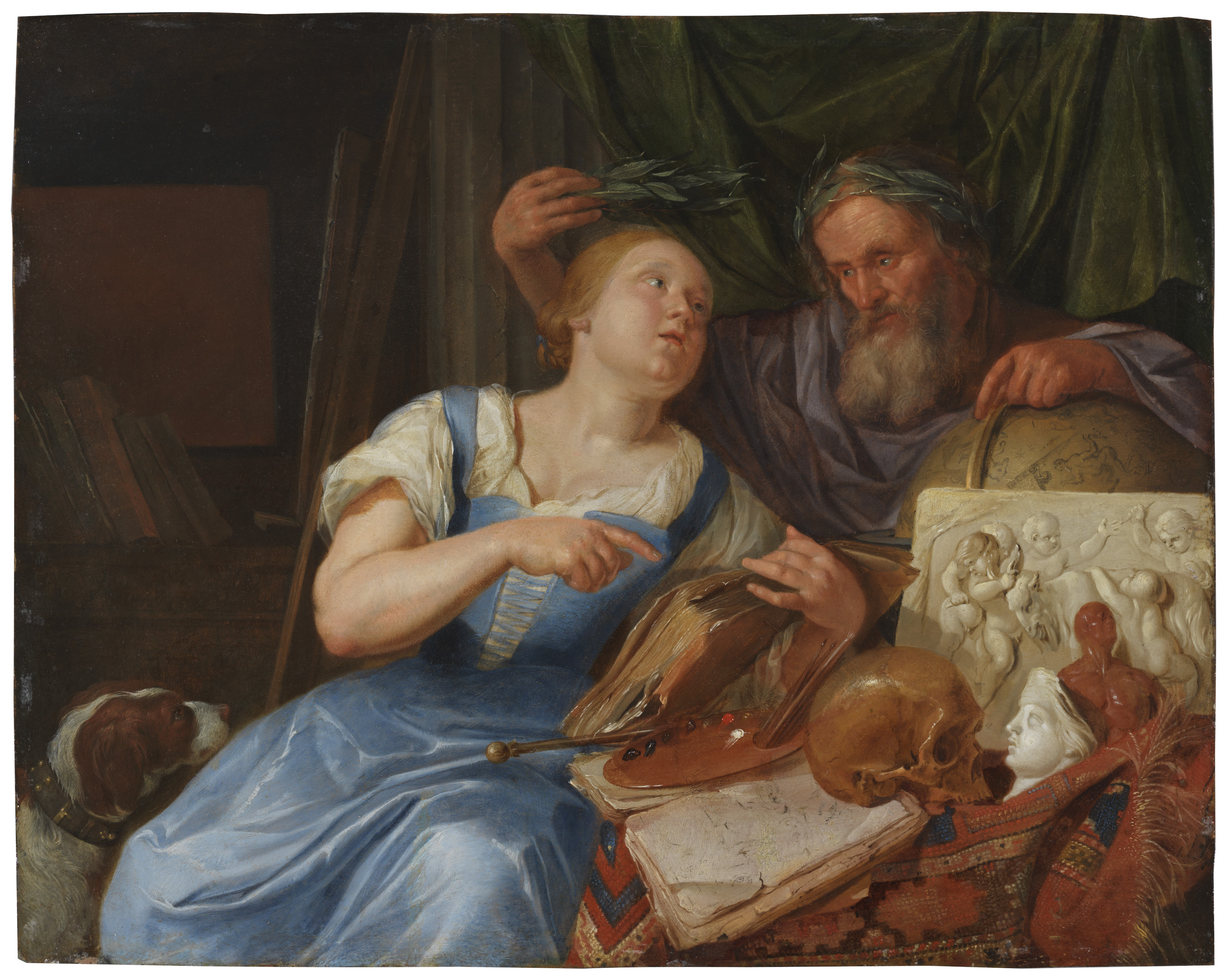
Al·legoria de la pintura de Jacob Toorenvliet; Leiden Collection.
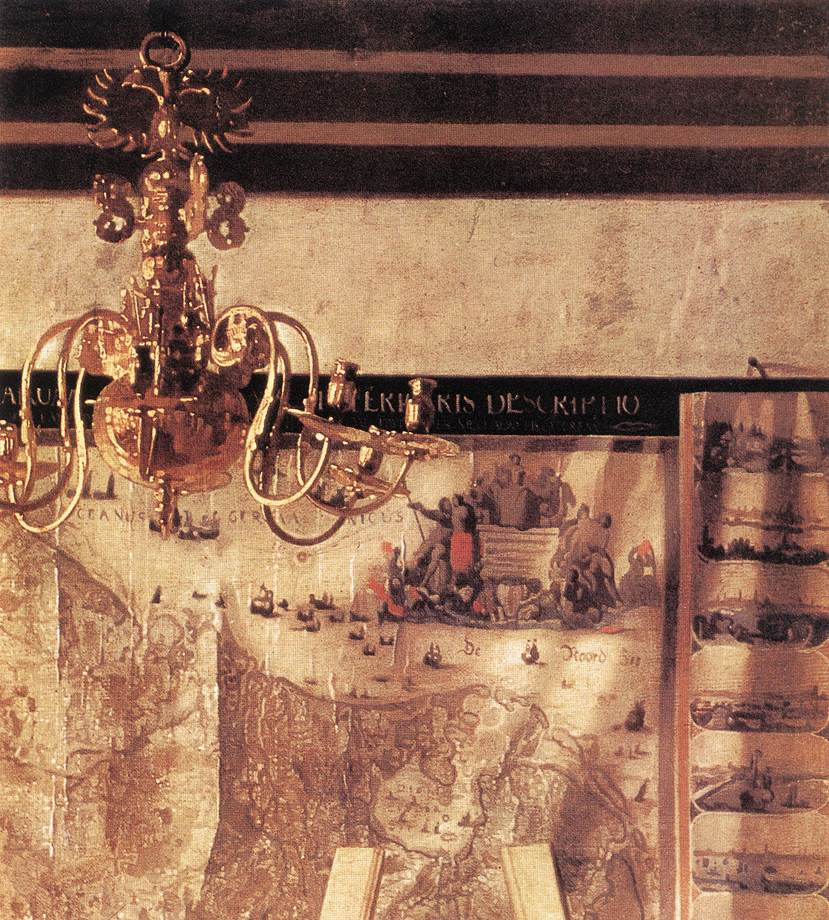
Una àguila doble teoritzada al damunt del canelobre

## Elements bàsics de la composició

### El punt
El punt geomètric no té dimensions. El punt gràfic és la traça mínima que es pot fer en una superfície. És sempre de mida petita i tendeix a la forma rodona, encara que sigui irregular.
Quan apareixen diversos punts en una composició tendim a percebre’ls en la forma més senzilla, de la mateixa manera que una sèrie de punts, segons la seva disposició, creen la il·lusió de continuïtat i moviment.
Els punts poden ordenar-se en estructures més complexes i ser percebuts com a formes recognoscibles. Tant en les pintures com en la fotografia que apareixen en el marge podem ordenar mentalment els punts per tal de percebre-hi diferents objectes.
Al final del segle xix, els pintors puntillistes van practicar un estil en què les obres es construeixen a partir de petites taques o punts de color. La mescla dels colors en una pintura puntillista la fa l'espectador en observar l'obra; és el que s'anomena mescla òptica. La vibració dels petits punts de color a la retina crea l'efecte òptic de mescla de colors. Els pintors més famosos del moviment puntillista van ser Paul Signac (1863-1935) i Georges Seurat (1859-1891).

### La línia
La línia geomètrica té una dimensió. La línia gràfica es caracteritza per ser eminentment prima i llarga. Podem definir una línia com el traç, el dibuix, que deixa el moviment d'un punt.
La línia és la base del dibuix, és l'eina més senzilla i, al mateix temps, més clara per determinar formes i espais.
Quan fas un dibuix natural sempre fas una síntesi de la complexitat de les formes del món que t'envolta.
La línia permet també representar objectes que encara no existeixen, com en els dibuixos que fa qualsevol arquitecte abans de dur a terme el projecte, abans de construir-lo.
També permet fer més comprensible l'estudi científic del món natural. Molts cops és més clar un dibuix que una fotografia.

#### L'expressivitat de la línia
Les línies es poden classificar en línies geomètriques o línies a mà alçada.
Les línies geomètriques poden ser rectes, corbes i trencades.
Segons la forma de la línia, es poden percebre sensacions diferents. La línia feta a mà alçada sempre té una càrrega expressiva i personal més forta que la línia construïda amb regle o compàs, com per exemple la línia que s'utilitza per signar, o el traç de l'escriptura.
Segons la direcció, la línia recta pot ser horitzontal, vertical o obliqua. D'aquestes direccions ja s'ha parlat anteriorment; es relaciona la línia horitzontal amb la tranquil·litat i la serenitat, la vertical amb l'elevació, l'equilibri i l'estabilitat, i l'obliqua amb la tensió, l'esforç per l'alçament o el defalliment.
La línia corba suggereix dinamisme, com que no té angles no es percep agressiva ni dolorosa. La corba també s'associa al mareig i l'agitació, a la manca d'equilibri.
La línia trencada és aguda, inquietant, agressiva.

### El pla
Una línia recta que es desplaça lateralment determina un pla. Es pot definir un pla com la superfície que queda delimitada per una línia tancada, per un contorn. El pla té dues dimensions.
D'una manera senzilla es poden classificar les formes planes en geomètriques i orgàniques.
S'anomenen formes geomètriques les que es construeixen amb regle i compàs i formes orgàniques les delimitades per un contorn lliure fet a mà alçada. Les formes orgàniques suggereixen més espontaneïtat i expressivitat.

#### L'expressivitat del pla
Els valors expressius del pla depenen de tots els elements gràfics que té associats: el color, la forma, la posició i la textura.
Les formes geomètriques proporcionen més sensació d'ordre. Mentre que les formes orgàniques, en canvi, es perceben més lliures i espontànies.

### La textura
La textura és una de les característiques que personalitza el pla, com ho fan el color, la forma i la grandària. La textura és la qualitat tàctil dels objectes. El tacte, la textura, d‘una bola de billar és molt diferent de la d'un full de paper de vidre. Si s'observen una fotografia de la superfície polida d'una bola de billar i una altra de la superfície rugosa del paper de vidre es poden percebre visualment les diferents textures. Per tant, la qualitat tàctil dels objectes, les textures, poden també representar-se per mitjans gràfics. Es poden aconseguir textures gràfiques manualment i per mitjans tècnics.